# Weinmannia guyanensis
Weinmannia guyanensis är en tvåhjärtbladig växtart som beskrevs av Johann Friedrich Klotzsch och Adolf Engler. Weinmannia guyanensis ingår i släktet Weinmannia och familjen Cunoniaceae. Utöver nominatformen finns också underarten W. g. quinata.